# Nam vương Toàn cầu 2017
Nam vương Toàn cầu 2017 là cuộc thi Nam vương Toàn cầu lần thứ tư được tổ chức tại Chiang Mai, Thái Lan vào ngày 20 tháng 5 năm 2017. Pedro Henrique Gicca đến từ Brasil đăng quang ngôi vị Mister Global.

## Kết quả
| Thứ hạng                   | Thứ hạng | Thứ hạng | Thứ hạng |
| Hạng                       | Thí sinh |          |          |
| -------------------------- | --- | -------- | -------- |
| Mister Global 2017         | - Brasil - Pedro Henrique Gicca |          |          |
| Á vương 1                  | - Nam Phi - Gerrie Havenga |          |          |
| Á vương 2                  | - Anh - Christopher Joseph Bramell |          |          |
| Á vương 3                  | - Chile - Fabián Esteban Vera Abello |          |          |
| Á vương 4                  | - Việt Nam - Nguyễn Văn Thuận |          |          |
| Top 10                     | - Ấn Độ - Srikant Dwivedi - Indonesia - Reynaldi Rifaldo - Puerto Rico - Joshua Rojas Rivera - Tây Ban Nha - Daniel Sampedro - Trung Quốc - Shi Yuquan                       |          |          |
| Top 16                     | - Kazakhstan - Nursultan Telmanov - Hàn Quốc - Sujae Yoo - Malaysia - Nazirul Mubin - Myanmar - Paing Soe Htun § - Panama - Arturo Lugo - Philippines - James Alfred Ventura |          |          |
| Giải thưởng đặc biệt       | |          |          |
| Giải thưởng                | Thí sinh |          |          |
| Mister Congeniality        | - Hàn Quốc - Sujae Yoo |          |          |
| Mister Photogenic          | - Trung Quốc - Shi Yuquan |          |          |
| Best National Costume      | - Sri Lanka - Menuka Alwis |          |          |
| Mister Internet Popularity | - Myanmar - Paing Soe Htun § |          |          |
| Best Physique              | - Nam Phi - Gerrie Havenga |          |          |
| Best Talent                | - Việt Nam - Nguyễn Văn Thuận |          |          |
| Best Model                 | - Tây Ban Nha - Daniel Sampedro |          |          |
| Mister Charming Smile      | - Philippines - James Alfred Ventura |          |          |

§ : Tự động đủ điều kiện vào vòng top 16 thông qua Internet Popularity

## Các thí sinh
28 thí sinh dự thi.
| Quốc gia/vùng lãnh thổ | Thí sinh                   |
| ---------------------- | -------------------------- |
| Anh                    | Christopher Joseph Bramell |
| Ấn Độ                  | Srikant Dwivedi            |
| Bangladesh             | Naseef Rahman              |
| Brasil                 | Pedro Henrique Gicca       |
| Canada                 | Rui Oliveira Teixeira      |
| Chile                  | Fabián Esteban Vera Abello |
| Hàn Quốc               | Yoo Su-jae                 |
| Indonesia              | Reynaldi Rifaldo           |
| Iraq                   | Ezzulddin Mohammed Naser   |
| Kazakhstan             | Nursultan Telmanov         |
| Latvia                 | Wlad Shatrowsky            |
| Malaysia               | Nazirul Mubin              |
| Myanmar                | Paing Soe Htun             |
| Nam Phi                | Gerrie Havenga             |
| Nga                    | Roman Odinets              |
| Nhật Bản               | Tomonori Matsuo            |
| Panama                 | Arturo Lugo                |
| Philippines            | James Alfred Ventura       |
| Puerto Rico            | Joshua Rojas Rivera        |
| Séc                    | Tomáš Dvořák               |
| Singapore              | Kasper Neo                 |
| Sri Lanka              | Menuka Alwis               |
| Tajikistan             | Azizdzhon Mirzoev          |
| Tây Ban Nha            | Daniel Sampedro            |
| Thái Lan               | Nontakorn Amput            |
| Thụy Điển              | John Sempill               |
| Trung Quốc             | Shi Yuquan                 |
| Việt Nam               | Nguyễn Văn Thuận           |